# ویکرام بات
ویکرام بات (انگلیسی: Vikram Bhatt؛ زادهٔ ۱۹۶۸/۱۹۶۹) کارگردان فیلم، فیلم‌نامه‌نویس و تهیه‌کننده فیلم بالیوود اهل هند است. وی از سال ۱۹۹۲ میلادی تاکنون مشغول فعالیت بوده‌است.

## فیلم‌شناسی
- ۱۹۲۰ (کارگردان و نویسنده)
- سرعت (کارگردان)
- اعتبار (کارگردان و نویسنده)
- غلام (کارگردان)
- داستان نفرت ۳ (نویسنده و تهیه‌کننده)
- عاشقان دیوانه می‌شوند
- آواره مجنون دیوانه
- دارم عاشقت میشم
- عشق به بمبئی
- گاهی در زندگی